# IC 2597
IC 2597 est une galaxie elliptique située dans la constellation de l'Hydre à environ 138 millions d'années-lumière de la Voie lactée. Elle a été découverte par l'astronome américain Lewis Swift en 1898.
Avec les galaxies PGC 31588 (ESO 501-59), PGC 31577 et PGC 31580, IC 2597 forme le groupe compact de Hickson 48. Notons que ces 4 galaxies ne constituent pas réellement un groupe de galaxies, car IC 2597 et PGC 31588 sont à environ 110 millions d'années-lumière, alors que les deux autres galaxies sont à quelque 200 millions d'années-lumière.
IC 2597 est un membre de groupe de NGC 3312. Ce groupe comprend au moins 11 galaxies : NGC 3312, NGC 3285B, NGC 3314A, ESO 437-15, ESO 501-68 (PGC 31683), PGC 31441, PGC 31444, PGC 31496, PGC 31515 et PGC 31580. Notons que la valeur du décalage donnée sur la base de données NASA/IPAC place cette galaxie à seulement 31,7 Mpc de la Voie lactée, donc en dehors des valeurs des distances des autres membres du groupe de NGC 3312. La valeur du décalage donnée par la base de données Simbad semble plus réaliste.
NGC 3312 et donc toutes les galaxies du groupe de NGC 3312 font partie l'amas de l'Hydre (Abell 1060). L'amas de l'Hydre est l'amas dominant du superamas de l'Hydre-Centaure.
Trois mesures non basées sur le décalage vers le rouge (redshift) donnent une distance de 47,567 ± 6,357 Mpc (∼155 millions d'al), ce qui est à l'extérieur des distances calculées en employant la valeur du décalage.